# Frankweiler
Frankweiler est une municipalité de l'arrondissement de la Route-du-Vin-du-Sud en Rhénanie-Palatinat, dans l'ouest de l'Allemagne.

## Ville jumelée
- Cullman (Alabama) (États-Unis)

## Source
- (de) Cet article est partiellement ou en totalité issu de l’article de Wikipédia en allemand intitulé « Frankweiler » (voir la liste des auteurs).